# Warszawa Śródmieście WKD

Schemat stacji Warszawa Śródmieście WKD

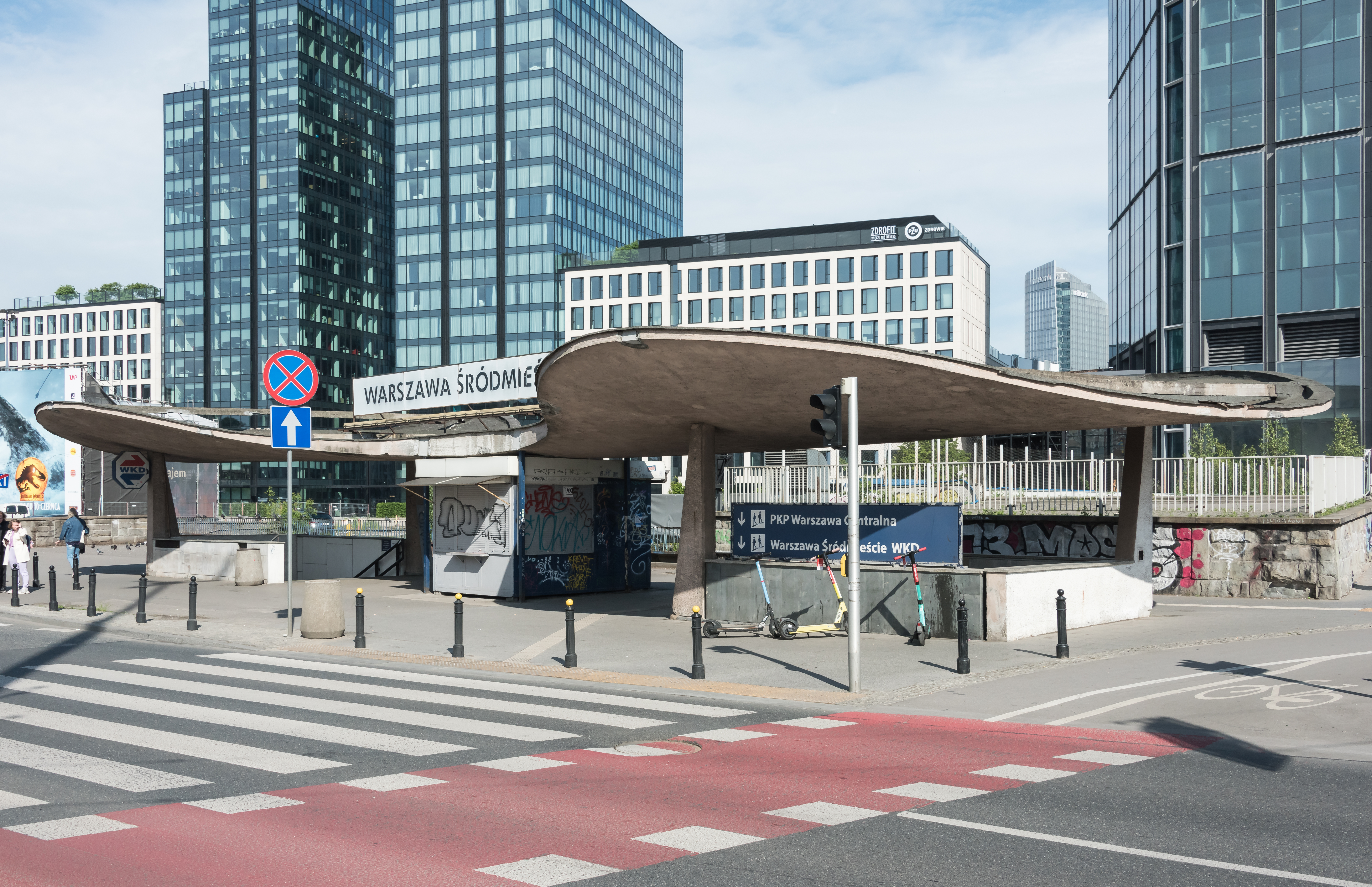
Warszawa Śródmieście WKD od strony Alej Jerozolimskich

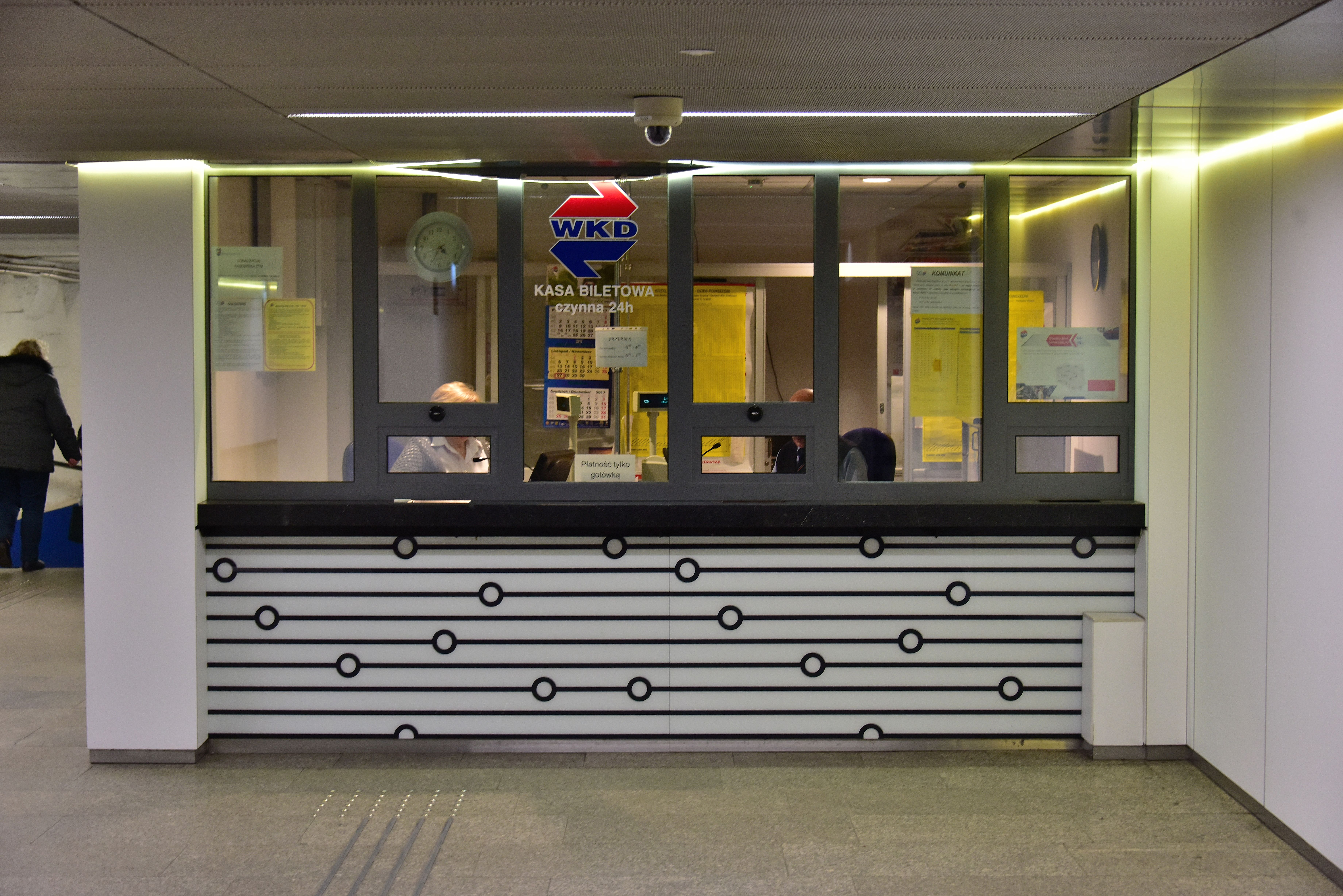
Kasa biletowa na stacji (2017)

Warszawa Śródmieście WKD – stacja Warszawskiej Kolei Dojazdowej położona w śródmieściu Warszawy, po północno-zachodniej stronie skrzyżowania Al. Jerozolimskich z ul. Chałubińskiego i al. Jana Pawła II. Według klasyfikacji PKP ma kategorię dworca aglomeracyjnego.

## Powstanie stacji
Stację otwarto 8 grudnia 1963. Powodem jej powstania było przeniesienie linii WKD z ulicy Nowogrodzkiej do wykopu linii średnicowej. Stacja została zaprojektowana przez zespół Arseniusza Romanowicza.

## Opis stacji
Stacja składa się z jednego peronu bocznego posiadającego jedną krawędź peronową. Peron znajduje się pod poziomem terenu, jest zadaszony betonową wiatą. Na przystanku znajduje się pełnozakresowa, całodobowa kasa biletowa umiejscowiona w przejściu podziemnym pod skrzyżowaniem Al. Jerozolimskich z al. Jana Pawła II (przy wejściu na peron).
Na peron stacji można wejść bezpośrednim wejściem położonym na skrzyżowaniu Al. Jerozolimskich i al. Jana Pawła II. Wejście to charakteryzuje się lekkim w swojej formie żelazobetonowym dachem unoszącym się nad ziemią na cienkich słupach (w 2020 wiata została wpisana do rejestru zabytków). Na peron można dostać się też przechodząc przejściem podziemnym pod skrzyżowaniem Al. Jerozolimskich z al. Jana Pawła II i ul. Chałubińskiego. Przejściem tym można również dojść do Dworca Centralnego oraz do zespołu przystanków autobusowych i tramwajowych ZTM Dworzec Centralny.

## Torowisko
Torowisko stacji obejmuje:
- 2 żeberkowe tory główne zasadnicze linii kolejowej nr 47 Warszawa Śródmieście WKD – Grodzisk Mazowiecki Radońska – tory 1. i 2.
  - trzy pary rozjazdów szlakowych z torów nr 1. i 2.

## Trasy
| Linia | Trasa                                                                                   | Takt       |
| ----- | --------------------------------------------------------------------------------------- | ---------- |
|       | Warszawa Śródmieście WKD – Pruszków WKD – Podkowa Leśna Główna – Grodzisk Maz. Radońska | 15/60 min. |
|       | Warszawa Śródmieście WKD – Pruszków WKD – Podkowa Leśna Główna – Milanówek Grudów       | 30/60 min. |

## Ruch pasażerski
| Rok  | Wymiana roczna | Wymiana pasażerska na dobę | miejsce w Polsce |
| ---- | -------------- | -------------------------- | ---------------- |
| 2017 |                | 12 000-14 000              |                  |
| 2018 |                | 12 000-14 000              | 17               |
| 2019 |                | 12 000-15 000              |                  |
| 2020 |                | 5 000-6 000                |                  |
| 2021 |                | 5 000-6 000                |                  |
| 2022 |                | 6 000-8 000                | 39               |

## W kulturze
- W 1995 na stacji nagrano część teledysku „Wielka ulewo” polskiego muzyka Grzegorza Turnaua. W teledysku brali udział aktorzy Zbigniew Zamachowski i Wojciech Malajkat.
- W 2001 na stacji nagrano część teledysku „Graffiti” z płyty Waco – Świeży Materiał.
- W 2002 brytyjski artysta Toby Paterson zafascynowany ciekawą architekturą namalował wejście na stację w technice akrylu na płótnie. Artysta znany jest z podróży po świecie w celu poszukiwania intrygującej zabytkowej architektury modernistycznej w tym dworców i bloków[7].
- W 2006 na stacji nakręcono kilka scen do jednego z odcinków popularnego serialu telewizyjnego Kryminalni. Tematem było zabójstwo młodej kobiety, która została wypchnięta z wagonu jadącej kolejki podmiejskiej.